# Steve Doocy
Stephen James "Steve" Doocy (/ˈduːsi/; Algona, 19 de outubro de 1956) é um jornalista e escritor estadunidense. Ele é apresentador da Fox & Friends no Fox News Channel.